# Wyparka
Wyparka, ewaporator – sprzęt laboratoryjny służący do kontrolowanego odparowywania cieczy. 

## Konstrukcja i zasada działania

Wyparka laboratoryjna, uproszczony schemat. A – kolba okrągłodenna, B – łaźnia wodna, C – zespół napędowy, D – statyw, E – łapa statywu, F – chłodnica zwrotna, G – kolbka-odbieralnik, H – kran z oliwką

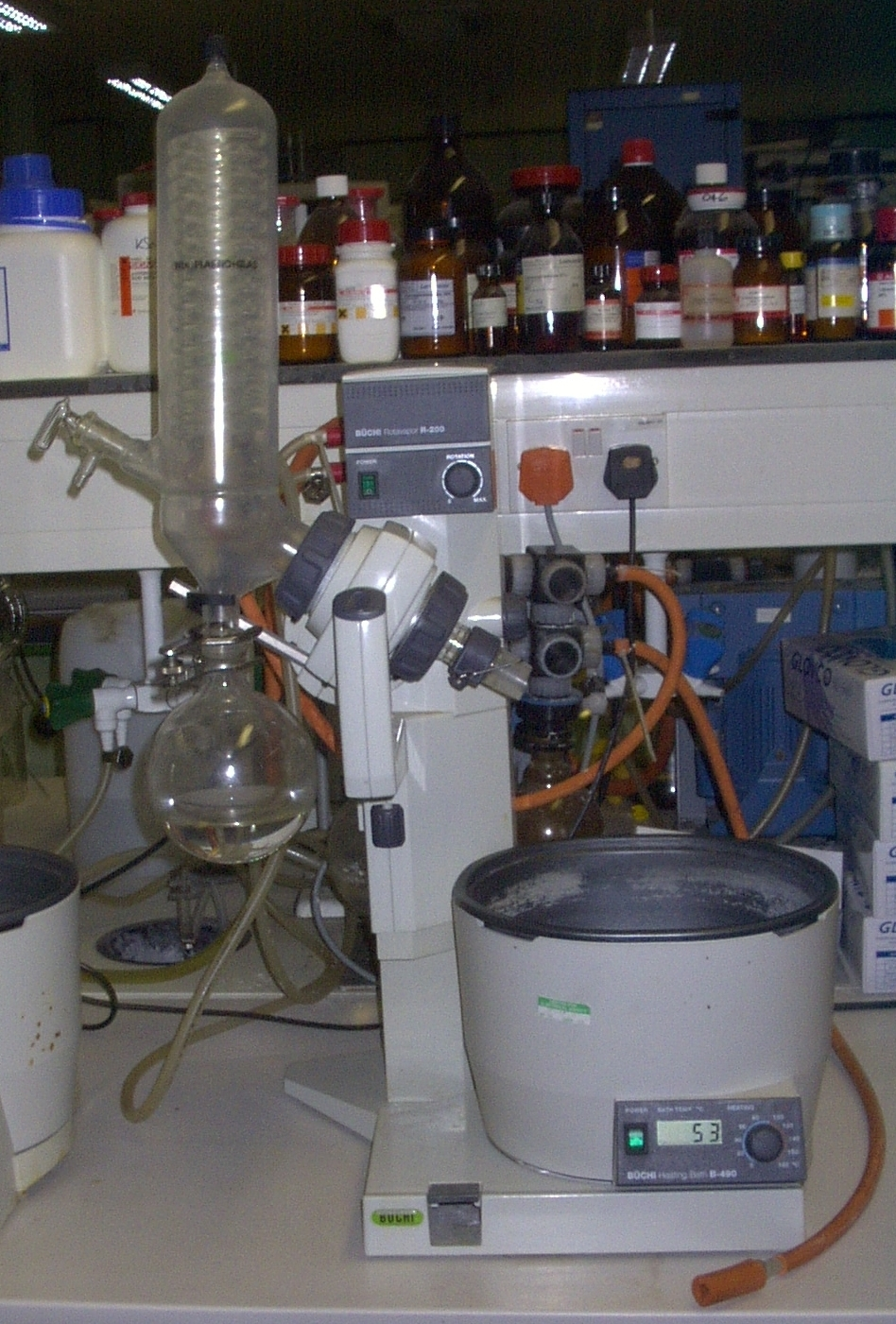
Wyparka marki Buchi

Koncepcja rotującego układu do odparowywania rozpuszczalnika pod zmniejszonym ciśnieniem została opisana w 1950 r. przez amerykańskich badaczy z Instytutu Rockefellera. Pierwsza wyparka próżniowa została wprowadzona do handlu w 1957 r. przez szwajcarskie przedsiębiorstwo Büchi Labortechnik AG.
Wyparka składa się z łaźni grzejnej (zazwyczaj wodnej, czasami olejowej), termostatowanej i ogrzewanej elektrycznie. W łaźni tej umieszcza się skośnie kolbę okrągłodenną, którą podłącza się poprzez połączenie szlifowe z rurą wprawianą w ruch obrotowy za pomocą silnika elektrycznego. Obracanie się kolby z odparowywaną cieczą zapewnia jej mieszanie i stałe zwilżanie ścianek kolby, dzięki czemu zwiększona jest powierzchnia cieczy, co przyspiesza odparowywanie bez konieczności doprowadzania do wrzenia.
Drugi koniec rury wprowadzony jest do nieruchomej chłodnicy zwrotnej z kolbką-odbieralnikiem, w której zbiera się skraplana ciecz. Chłodnica wyposażona jest w kran z oliwką, do którego przyłącza się wąż prowadzący do elektrycznej pompy próżniowej lub pompki wodnej. Urządzenie umożliwia podnoszenie i opuszczanie całej konstrukcji szklanej (ręcznie lub elektrycznie), co pozwala na regulację zanurzenia rotującej kolby w łaźni grzejnej. 
Większość wyparek ma kontrolę szybkości obrotów rury centralnej i temperatury medium grzejnego w łaźni.
Nowoczesne wyparki zintegrowane są z pompami próżniowymi za pomocą kontrolerów, co umożliwia precyzyjną regulację obrotów, temperatury i ciśnienia z jednego panelu sterującego. Najnowocześniejsze potrafią automatycznie odparowywać dowolne rozpuszczalniki, próbki pieniące czy nawet wysyłać powiadomienia na smartfony.

## Zastosowanie wyparek
Wyparki są bardzo często używanym sprzętem, który przyspiesza wiele prac laboratoryjnych. Stosuje się je do:
- szybkiego zatężania roztworów
- suszenia i dosuszania rozmaitych substancji stałych
- regeneracji rozpuszczalników
- odparowywania rozpuszczalników z mieszanin reakcyjnych i ekstrakcyjnych
- szybkiego oddzielania lotnych produktów reakcji od osadów stanowiących produkty uboczne – zamiast uciążliwej i długotrwałej filtracji
- prowadzenia reakcji równowagowych, które wymagają stałego odprowadzania ze środowiska lotnych produktów ubocznych.

Analogiczne urządzenia w skali przemysłowej stosowane są w celu zagęszczenia produktów spożywczych.
- przemysł mleczarski – zagęszczenie mleka
- przemysł owocowo-warzywny: dżemy, marmolady, koncentrat pomidorowy, soki owocowe
- przemysł koncentratów spożywczych – odżywki, ekstrakty kawy i herbaty
- przemysł cukrowniczy – zagęszczenie soku z buraków
- przemysł cukierniczy – masa karmelowa
- przemysł ziemniaczany – zagęszczanie kwasowych hydrolizatów skrobiowych
- przemysł gorzelniczy – zagęszczanie odcieku z wywaru.